# Sävedalens AIK
SAIK, Sävedalens Allmänna Idrottsklubb är en idrottsförening med säte i Öjersjö och Sävedalen, Partille.
Föreningen har tre aktiva sektioner, en för friidrott, en för orientering samt en för längdåkning.

## Historik
Sävedalens Allmänna Idrottsklubb bildades 21 augusti 1933 då det första mötet hölls med Kurt Fridén som ordförande. I stadgarna kan man läsa att klubbens uppgift är att 'genom utövande av idrott utbilda goda idrottsmän, främja en god kamratanda samt i övrigt verka för höjande av medlemmarnas fysiska och andliga fostran.' Anledningen var att spelare i Sävedalens IF ville ha en egen förening då de inte var nöjda med hur mycket de fick använda fotbollsplanen. Under de första åren dominerande fotbollen men 1935 lades fotbollen ned och fotbollsspelarna återvände till Sävedalens IF. Nu kom friidrotten att ta över Sävedalens AIK, främst genom terränglöpning. 1941 tillkom orientering och 1942 skidor. 1956 invigdes Vallhamra IP som är plats för SAIK:s friidrottssektion.
Häcklöparen, diskuskastaren och längdhopparen Kenneth Johansson vann Sävedalens AIK:s första SM-guld då han tog hem SM på 110 meter häck 1954. Han utnämndes även  till Stor Grabb.

## Sektioner
SAIK är ansluten till Svenska Orienteringsförbundet, Svenska Friidrottsförbundet, Svenska Skidförbundet samt Svenska Gångförbundet.
SAIK hade vid årsskiftet 2000-2001 658 medlemmar. Av dessa var ca 258 damer och 400 herrar. 216 medlemmar var under 20 år och 442 däröver.  

## Klubblokal
I januari 1997 stod klubbhuset klart. SAIK-stugan, Kåsjön. Härifrån utgår de flesta av orienterarnas träningar. Stugan ligger alldeles intill Vildmarksleden, elljusbelyst motionsspår och friluftsbad. 
Friidrottssektionen använder en lokal i anslutning till Valhamra idrottsplats i Sävedalen.
Det finns även en SAIK-stuga i Skatås.

## Arrangemang
Varje år arrangerar klubben nationella orienteringstävlingar av varierande slag. 2004 arrangerade klubben första etappen i världens största orienteringstävling O-ringen och 2003 skol-SM i orientering. Klubben är också flitiga arrangörer av Vårserien, göteborgsungdomarnas tävlingsserie i närterräng. 
Varje höst arrangeras Sävedalsloppet, ett lopp genom stora delar av Sävedalen för både motionärer och elit.
Klubben ordnar också Göteborg cross country, ett terränglopp öppet för alla. Loppet är lagt ungefär tre veckor innan terräng-SM varje år och en av sträckningarna är elitinriktat som genrep för detta SM.
Man arrangerar också 4x4 stafetten i Skatåsterrängen i början av augusti varje år. 
Friidrotten ordnar de traditionella Sävedalsspelen i början av juni och höstspelen någon helg under hösten.
Utöver dessa tävlingar anordnas Vallhamra grand prix som arrangeras av Per Skoog. Under 2006 ingick tävlingarna Vallhamra open (800 m), GP-galan (1500 m) samt Road to Barcelona (medeldistans arrangerat under friidrotts-EM). Tanken med denna serie är att endast arrangera tävlingar för en sträcka åt gången för att därigenom locka såväl fler elitlöpare som att få stora startfält.